# دیوید هسلهاف

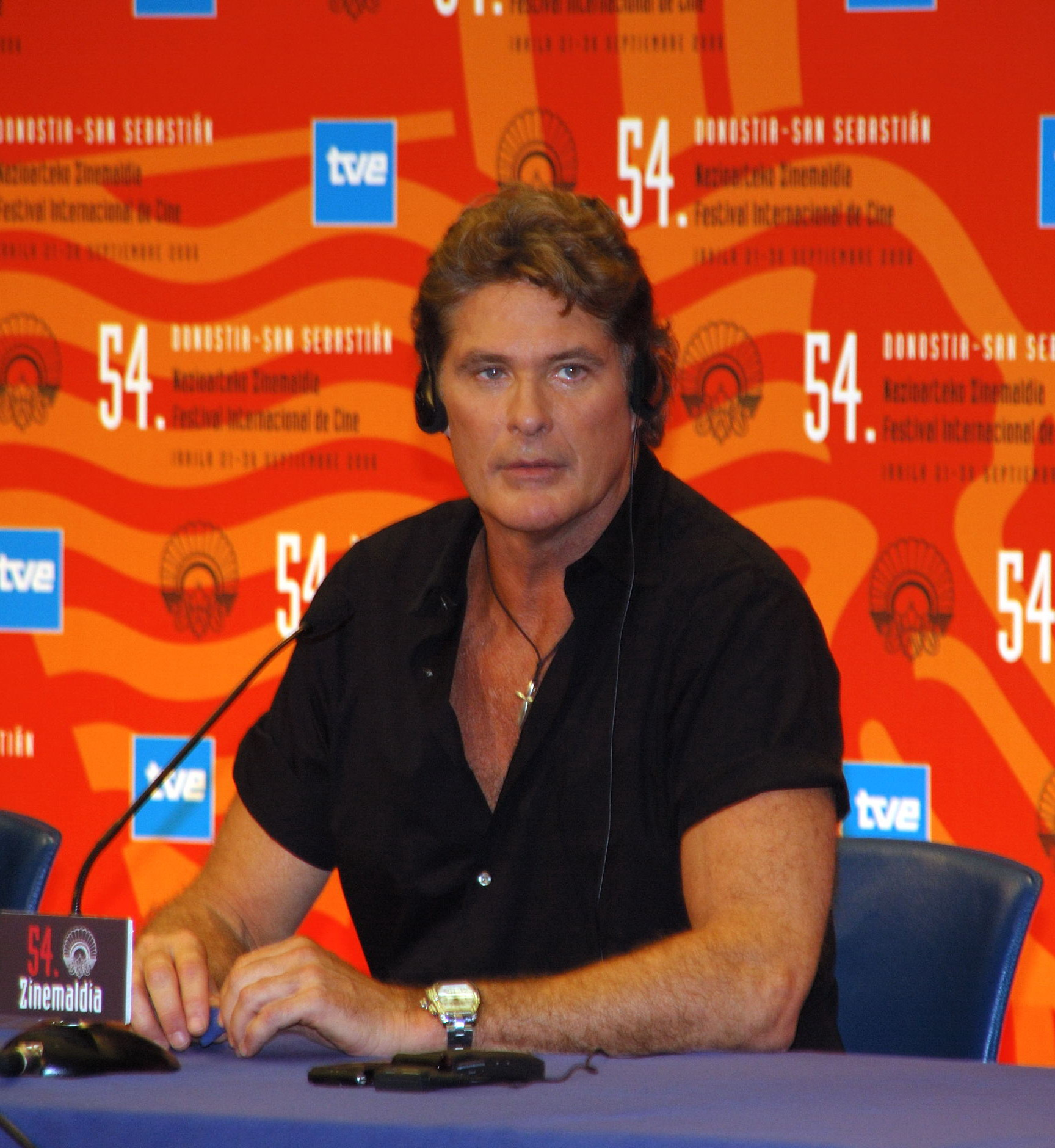
۲۰۰۵

دیوید میشل هسلهاف (انگلیسی: David Michael Hasselhoff؛‏ زاده ۱۷ ژوئیه ۱۹۵۲) بازیگر و خواننده آمریکایی است.

## گزیدهٔ نقش‌آفرینی‌ها

### سینما
- کونگ فیوری ۲ (TBA)
- گارد ساحلی (۲۰۱۷)
- نگهبانان کهکشان بخش ۲
- تد ۲ (۲۰۱۵)
- استرچ (۲۰۱۴)
- پیرانا سه‌بعدی‌دی (۲۰۱۲)
- هاپ (فیلم) (۲۰۱۱)
- کلیک (فیلم ۲۰۰۶) (۲۰۰۶)
- گارد ساحلی (۲۰۱۷)
- داج بال: داستان یک بازنده واقعی (۲۰۰۴)
- شرم کثیف (۲۰۰۴)
- فیلم باب‌اسفنجی شلوارمکعبی (۲۰۰۴)
- پسر جدید (۲۰۰۱)
- افسونگری (۱۹۸۸)
- جنگ ستارگان ورای بعد سوم (۱۹۷۹)

### تلویزیون
- شلدون جوان (۲۰۲۱)
- باب‌اسفنجی شلوارمکعبی (۲۰۱۹)
- گرند تور (۲۰۱۷)
- کونگ فیوری (۲۰۱۵)
- فرزندان آشوب (۲۰۱۱)
- بریتینز گات تلنت (۲۰۱۱)
- آناکوندا ۳: فرزندان (۲۰۰۸)
- نایت رایدر (۲۰۰۸)
- مرغ ربات (۲۰۰۶–۲۰۱۲)
- آمریکاز گات تلنت (۲۰۰۶–۲۰۰۹)
- هنوز وایسادیم (۲۰۰۶)
- فیر فاکتور (۲۰۰۱)
- سومین سنگ بعد از خورشید (۱۹۹۹)
- نایت رایدر ۲۰۰۰ (۱۹۹۱)
- بی‌واچ (۱۹۸۹–۲۰۰۰)
- نایت رایدر (۱۹۸۲–۱۹۸۶)